# Nova Prata
Nova Prata es un municipio brasileño situado en el estado de Rio Grande do Sul. Según el censo de 2022, tiene una población de 25 692 habitantes.
Ocupa una superficie de 259.94 km².

## Economía
La principal actividad económica del municipio es la industrial, ya que la empresa Vipal Borrachas posee su casa matriz y dos fábricas de neumáticos y productos de caucho en la localidad. También se destacan la industria de la madera, los cultivos agrícolas y la extracción de basalto.

## Turismo
Posee varias atracciones turísticas: termas, iglesia, museo, esculturas de basalto en varios lugares de la localidad y una gruta de la Virgen de Lourdes.

## Educación
El municipio cuenta con un campus de la Universidad de Caxias do Sul.